# 江本マシメサ
江本 マシメサ（えもと マシメサ）は日本の小説家・ライトノベル作家。長崎県出身、在住。

## 概要
2015年に第3回なろうコン（現: ネット小説大賞）において『北欧貴族と猛禽妻の雪国狩り暮らし』で金賞を受賞、後に同作はあかねこがイラストを務める形で宝島社より出版された。2019年に第6回オーバーラップWEB小説大賞で『フェンリル騎士隊のたぐいまれなるモフモフ事情〜異動先の上司が犬でした〜』が女性向け作品部門で金賞を受賞し、2023年に第4回集英社WEB小説大賞で『クズ勇者が優秀な回復師を追放したので、私達のパーティはもう終わりです』が奨励賞を受賞した。小説家になろう、カクヨム、Berry's Cafe、ノベマ!で小説を投稿していて多数書籍化されており、また書き下ろし書籍も発表している。

## 作品リスト

### WEB投稿小説の書籍化作品

#### 北欧貴族と猛禽妻の雪国狩り暮らし
本編（WEB投稿小説の書籍化）
- 北欧貴族と猛禽妻の雪国狩り暮らし（挿絵: あかねこ、宝島社単行本）全4巻
  1. 2015年8月6日発売、ISBN 978-4-8002-4461-1
  2. 2015年12月4日発売、ISBN 978-4-8002-4829-9
  3. 2016年3月12日発売、ISBN 978-4-8002-5290-6
  4. そして、愛しき日々 2016年7月8日発売、ISBN 978-4-8002-5741-3
- （文庫版）北欧貴族と猛禽妻の雪国狩り暮らし（2017年5月9日発売、宝島社文庫）ISBN 978-4-8002-7211-9

短編集（完全書き下ろし）
- 北欧貴族と猛禽妻の雪国狩り暮らし 〜契約夫婦がめぐる四季〜（表紙: あかねこ、主婦と生活社PASH!ブックス）2019年12月20日発売、ISBN 978-4-391-15411-5

コミカライズ
- 北欧貴族と猛禽妻の雪国狩り暮らし（作画: 白樺鹿夜）コミックPASH!連載、2018年 - 2023年、全10巻

#### 薬草園で喫茶店を開きます!
本編（WEB投稿小説の書籍化）
- 薬草園で喫茶店を開きます!（挿絵: 仁藤あかね、アルファポリスレジーナブックス）2017年7月31日発売、ISBN 978-4-434-23584-9
- （文庫版）薬草園で喫茶店を開きます!!（挿絵: 仁藤あかね、アルファポリスレジーナ文庫）2019年7月11日発売、ISBN 978-4-434-26105-3

コミカライズ
- 薬草園で喫茶店を開きます!（作画：園太デイ）アルファポリス公式Web漫画連載、2018年、全1巻

#### エノク第二部隊の遠征ごはん
本編（WEB投稿小説の書籍化）
- エノク第二部隊の遠征ごはん（挿絵：赤井てら、マイクロマガジン社GCノベルズ）全7巻

1. 2017年8月30日発売、ISBN 978-4-89637-647-0
2. 2017年12月27日発売、ISBN 978-4-89637-680-7
3. 2018年4月28日発売、ISBN 978-4-89637-744-6
4. 2018年10月30日発売、ISBN 978-4-89637-828-3
5. 2019年4月27日発売、ISBN 978-4-89637-874-0
6. 2020年2月29日発売、ISBN 978-4-89637-984-6
7. 2020年3月30日発売、ISBN 978-4-89637-991-4

- エノク第二部隊の遠征ごはん 文庫版（挿絵：赤井てら、マイクロマガジン社GCN文庫）既刊4巻

1. 2022年12月20日発売、ISBN 978-4-86716-375-7
2. 2023年2月20日発売、ISBN 978-4-86716-394-8
3. 2023年7月20日発売、ISBN 978-4-86716-447-1
4. 2024年1月19日発売、ISBN 978-4-86716-520-1

コミカライズ
- エノク第二部隊の遠征ごはん（作画：福原蓮士）ComicWalker連載、2017年 - 2019年、全4巻
- エノク第二部隊のはらぺこ遠征ごはん（作画：武シノブ）コミックPASH!連載、2020年 - 連載中

#### 『王の菜園』の騎士と、『野菜』のお嬢様
本編（WEB投稿小説の書籍化）
- 『王の菜園』の騎士と、『野菜』のお嬢様（挿絵：仁藤あかね、ホビージャパンHJノベルス）
  1. 2019年12月21日発売、ISBN 978-4-7986-2027-5
  2. 2020年5月23日発売、ISBN 978-4-7986-2208-8
  3. 2020年9月19日発売、ISBN 978-4-7986-2295-8

コミカライズ
- 『王の菜園』の騎士と、『野菜』のお嬢様（作画：狸田にそ）コミックファイア連載、2020年 - 2022年、全5巻

#### 令嬢エリザベスの華麗なる身代わり生活
本編（WEB投稿小説の書籍化）
- 令嬢エリザベスの華麗なる身代わり生活（挿絵: 雲屋ゆきお、KADOKAWAビーズログ文庫）全3巻
  1. 2017年9月15日発売、ISBN 978-4-04-734803-5
  2. 2018年3月15日発売、ISBN 978-4-04-734807-3
  3. 2018年9月15日発売、ISBN 978-4-04-735255-1

コミカライズ
- 令嬢エリザベスの華麗なる身代わり生活（作画：よもも）B's-LOG COMIC連載、2020年 - 2024年、全5巻

#### 没落令嬢の異国結婚録
本編（WEB投稿小説の書籍化）
- 没落令嬢の異国結婚録<改題前：没落貴族令嬢の異国間結婚奮闘実録>（挿絵: まち、KADOKAWAビーズログ文庫）
  1. 2018年1月15日発売、ISBN 978-4-04-734936-0
  2. 2018年5月15日発売、ISBN 978-4-04-734938-4
  3. 2018年12月15日発売、ISBN 978-4-04-735408-1

コミカライズ
- 没落令嬢の異国結婚録（作画: 日野杏寿）マンガUP!、2020年 - 2021年、全4巻

#### フェンリル騎士隊のたぐいまれなるモフモフ事情 〜異動先の上司が犬でした〜
本編（WEB投稿小説の書籍化）
- フェンリル騎士隊のたぐいまれなるモフモフ事情 〜異動先の上司が犬でした〜（挿絵：しの、オーバーラップノベルス（1巻）・オーバーラップノベルスf（2巻））
  1. 2020年7月25日発売、ISBN 978-4-86554-705-4
  2. 2021年2月25日発売、ISBN 978-4-86554-851-8

コミカライズ
- フェンリル騎士隊のたぐいまれなるモフモフ事情〜異動先の上司が犬でした〜（作画：牛野こも）ゼロサムオンライン、2021年 - 2022年、全3巻

#### 少女と猫とお人好しダークエルフの魔石工房
本編（WEB投稿小説の書籍化）
- 少女と猫とお人好しダークエルフの魔石工房（挿絵：KeG、ぶんか社BKブックス）既刊2巻
  1. 2020年4月3日発売、ISBN 978-4-8211-4542-3
  2. 2020年9月4日発売、ISBN 978-4-8211-4563-8

コミカライズ
- 少女と猫とお人好しダークエルフの魔石工房（作画：狐面イエリ）マンガよもんが、2021年 - 2022年、全2巻

#### 転生したら、モブでした（涙）〜死亡フラグを回避するため、薬師になります〜
本編（WEB投稿小説の書籍化）
- 転生したら、モブでした（涙）〜死亡フラグを回避するため、薬師になります〜<改題前：モブ薬師と魔法学校>（挿絵：雪子、スターツ出版 ベリーズ文庫）2020年5月10日発売、ISBN 978-4-8137-0902-2

コミカライズ
- 転生したら、モブでした（涙）〜死亡フラグを回避するため、薬師になります〜（作画：橘ミズキ）Berry's Fantasy、2021年 - 2025年、全5巻

#### 没落令嬢、貧乏騎士のメイドになる
本編（WEB投稿小説の書籍化）
- 借り暮らしのご令嬢<改題前：借り暮らしのご令嬢〜没落令嬢、貧乏騎士のメイドになります〜>（挿絵：ラパン、宝島社単行本）2016年10月5日発売、ISBN 978-4-8002-6114-4
- 没落令嬢、貧乏騎士のメイドになる<改題前：借り暮らしのご令嬢〜没落令嬢、貧乏騎士のメイドになります〜>（挿絵：祀花よう子、ぶんか社BKブックスF）全2巻
  - 上 2024年7月5日発売、ISBN 978-4-8211-4685-7
  - 下 2024年8月5日発売、ISBN 978-4-8211-4686-4

コミカライズ
- 没落令嬢、貧乏騎士のメイドになる（作画：千世トケイ）BKコミックス、2021年 - 連載中

#### “自称"人並み会社員でしたが、転生したら侍女になりました
本編（WEB投稿小説の書籍化）
- “自称"人並み会社員でしたが、転生したら侍女になりました （表紙絵：笹原亜美、スターツ出版 ベリーズ文庫）2019年7月10日発売、ISBN 978-4-8137-0719-6

コミカライズ（改題した）
- 転生侍女の知恵袋〜”自称”人並み会社員でしたが、前世の知識で華麗にお仕えいたします!〜（作画：Emi⁺）Berry's Fantasy、2021年 - 2024年、全4巻

#### スライム大公と没落令嬢のあんがい幸せな婚約
本編（WEB投稿小説の書籍化）
- スライム大公と没落令嬢のあんがい幸せな婚約（挿絵: 凪かすみ、ホビージャパンHJノベルス）
  1. 2023年2月30日発売、ISBN 978-4-7986-3080-9
  2. 2023年5月19日発売、ISBN 978-4-7986-3185-1
  3. 2024年4月19日発売、ISBN 978-4-7986-3509-5

コミカライズ
- スライム大公と没落令嬢のあんがい幸せな婚約（作画：狸田にそ）ファイアCROSS、2023年 - 連載中

#### 養蜂家と蜜薬師の花嫁
本編（WEB投稿小説の書籍化）
- 養蜂家と蜜薬師の花嫁（挿絵：笹原亜美、モーニングスターブックス）上下巻

1. 上 2021年9月3日発売、ISBN 978-4775319468
2. 下 2021年10月19日発売、ISBN 978-4775319543
3. 2022年7月9日発売、ISBN 978-4-775320204

コミカライズ
- 養蜂家と蜜薬師の花嫁（漫画：しゃるもん）comic LAKE（pixivコミック）、2023年 - 2024年、全2巻

#### 隣国に輿入れした王女付きモフモフ侍女ですが、本当の王女は私なんです〜立場と声を奪われましたが、命の危機に晒されているので傍観します〜
本編（WEB投稿小説の書籍化）
- 隣国に輿入れした王女付きモフモフ侍女ですが、本当の王女は私なんです〜立場と声を奪われましたが、命の危機に晒されているので傍観します〜（挿絵：わか、Kラノベブックスf）2022年12月2日発売、ISBN 978-4065304754

コミカライズ
- 隣国に輿入れした王女付きモフモフ侍女ですが、本当の王女は私なんです〜立場と声を奪われましたが、命の危機に晒されているので傍観します〜（漫画：中村世子）Palcy、2023年 - 連載中

#### ポンコツ令嬢に転生したら、もふもふから王子のメシウマ嫁に任命されました
本編（WEB投稿小説の書籍化）
- ポンコツ令嬢に転生したら、もふもふから王子のメシウマ嫁に任命されました<改題前：ポンコツ転生令嬢は偏食聖獣のごはん係になりました> （表紙絵：茶乃ひなの、スターツ出版 ベリーズ文庫）2019年11月10日発売、ISBN 978-4-8137-0791-2

コミカライズ
- ポンコツ令嬢に転生したら、もふもふから王子のメシウマ嫁に任命されました（漫画：ハマサキ）コミックブリーゼ、2023年 - 2024年、全3巻

#### 嫌われ魔女と体が入れ替わったけれど、私は今日も元気に暮らしています！
コミカライズ
原作は同氏のエブリスタ初投稿作品（2001年4月投稿）
- 嫌われ魔女と体が入れ替わったけれど、私は今日も元気に暮らしています！（漫画：十悠）どこでもヤングチャンピオン、2023年 - 連載中2019年11月10日発売、ISBN 978-4-8137-0791-2

#### 帝都あやかし屋敷の契約花嫁
本編（WEB投稿小説の書籍化）
- 帝都あやかし屋敷の契約花嫁（表紙絵：とき間、ポプラ文庫ピュアフル）2021年6月4日発売、ISBN 978-4-591-17026-7

コミカライズ
- 帝都あやかし屋敷の契約花嫁（漫画：はま）ゼロサムオンライン、2023年 - 連載中

#### メディア展開されていない作品（WEB投稿小説）
メディア展開された作品は、上記のそれぞれの節を参照。
- 公爵様と仲良くなるだけの簡単なお仕事（表紙絵：hi8mugi、アルファポリス レジーナブックス）2016年6月30日発売、ISBN 978-4-434-22093-7
- （文庫版）公爵様と仲良くなるだけの簡単なお仕事（表紙絵：hi8mugi、アルファポリスレジーナ文庫）2018年8月13日発売、ISBN 978-4-434-24910-5
- 悪辣執事のなげやり人生（挿絵：御子柴リョウ、アルファポリス レジーナブックス）全2巻
  1. 2016年10月31日発売、ISBN 978-4-434-22580-2
  2. 2017年1月30日発売、ISBN 978-4-434-22926-8
- （文庫版）悪辣執事のなげやり人生（挿絵：御子柴リョウ、アルファポリスレジーナ文庫）全2巻
  1. 2020年11月12日発売、ISBN 978-4434281105
  2. 2020年12月10日発売、ISBN 978-4434282225
- 麗人賢者の薬屋さん（挿絵：Gれ、宝島社単行本）2017年11月10日発売、ISBN 978-4-8002-7843-2
- タイガの森の狩り暮らし（挿絵：こちも、主婦と生活社PASH!ブックス）全2巻
  1. 〜契約夫婦の東欧ごはん〜 2017年11月24日発売、ISBN 978-4-391-15127-5
  2. 〜焼きたてパンと、温かいスープを〜 2018年2月23日発売、ISBN 978-4-391-15128-2
- 長崎・オランダ坂の洋館カフェ シュガーロードと秘密の本<改題前：オランダ坂の洋館カフェ> （表紙絵：げみ、宝島社文庫）2017年4月6日発売、ISBN 978-4-8002-6849-5
- 伯爵家の悪妻（挿絵：なま、一迅社アイリスNEO）2017年6月2日発売、ISBN 978-4-7580-4958-0
- 炎の神子様は大精霊ではございません（挿絵：結川カズノ、一迅社文庫アイリス）全3巻
  1. 2018年1月20日発売、ISBN 978-4-7580-9028-5
  2. 2018年2月20日発売、ISBN 978-4-7580-9036-0
  3. 2018年11月20日発売、ISBN 978-4-7580-9123-7
- 浅草和裁工房 花色衣 〜着物の問題承ります〜（挿絵：紅木春、小学館文庫キャラブン!）2018年4月6日発売、ISBN 978-4-09-406504-6
- （双葉文庫版）彗星乙女後宮伝（表紙絵：あいるむ、双葉文庫）全2巻
  1. 2018年6月14日発売、ISBN 978-4-575-52093-4
  2. 2018年12月13日発売、ISBN 978-4-575-52171-9
- （PASH!文庫版）彗星乙女後宮伝（挿絵：潤宮るか、PASH!文庫）全2巻
  1. 2023年12月1日発売、ISBN 978-4-391-16151-9
  2. 2024年1月4日発売、ISBN 978-4-391-16152-6
- 遊牧少女を花嫁に（挿絵：睦月ムンク、主婦と生活社PASH!ブックス）全2巻
  1. 2018年10月26日発売、ISBN 978-4-391-15208-1
  2. 2019年2月22日発売、ISBN 978-4-391-15209-8
- 見習い神主と狐神使のあやかし交渉譚<改題前：見習い神主と狐神使の、あやかし交渉譚>（表紙絵：Laruha、ポプラ文庫ピュアフル）2019年1月4日発売、ISBN 978-4-591-16132-6
- エルフ公爵は呪われ令嬢をイヤイヤ娶る（挿絵：くまの柚子、一迅社アイリスNEO）既刊2巻
  1. 2019年9月3日発売、ISBN 978-4-7580-9204-3
  2. 2020年8月4日発売、ISBN 978-4-7580-9289-0
- 神様こどもと狛犬男子のもふもふカフェ〜みんなのお悩み祓います！〜<改題前：狛犬カフェで悩み事、祓います>（挿絵：山田シロ、スターツ出版文庫）2020年4月28日発売、ISBN 978-4-8137-0896-4
- お金大好き魔女ですが、あまあま旦那様にほだされそうです<改題前：守銭奴魔女ですが、あまあま旦那様にほだされそうです> （挿絵：封宝、Jパブリッシング フェアリーキス・ピュア）2020年10月27日発売、ISBN 978-4866693422
- 身代わり伯爵令嬢だけれど、婚約者代理はご勘弁!（挿絵：鈴ノ助、フロンティアワークスアリアンローズ）既刊2巻
  1. 2020年11月12日発売、ISBN 978-4-86657-386-1
  2. 2021年3月12日発売、ISBN 978-4-86657-387-8
- 成金商家物語〜ツンデレおじさんは美人な年下女性をイヤイヤ娶る〜<改題前：成金商家物語>（表紙絵：榎本、二見サラ文庫）2021年7月12日発売、ISBN 978-4576211039
- 成金令嬢物語〜悪女だと陰で囁かれていますが、誤解なんです〜<改題前：成金令嬢物語>（表紙絵：鈴ノ助、二見サラ文庫）2022年11月11日発売、ISBN 978-4576221670
- 転生姫は砂漠の王の108番目の王妃になりました（表紙絵：星らすく、エンジェライト文庫）2021年12月23日、電子書籍のみ
- 王太子妃から侍女に格下げされそうなので、ヤンデレ王子を連れて自立しようと思います<改題前：異世界から召喚された聖女が王太子妃となるので、婚約者だった私は侍女に格下げされるようです>（挿絵：南々瀬なつ、フェアリーキス ピュア）2021年12月27日発売、ISBN 978-4866694573
- 偽聖女の取り巻きでしたが不本意にも聖女代理やらされています<改題前：真なる聖女を国外追放し、 偽聖女を持ち上げた結果滅びかけている国の、 聖女代理に任命されてしまった……！>（挿絵：漣ミサ、フェアリーキス ピュア）2022年5月27日発売、ISBN 978-4866694931
- 物語の都合でざまぁ＆処刑されるクズ王子、記憶を取り戻して転生し、魔法学校からやりなおす！（挿絵：まろ、アース・スター ルナ）2022年11月11日発売、ISBN 978-4803016802
- 私を嫌い、王家を裏切った聖騎士が、愛を囁いてくるまで（挿絵：まろ、フェアリーキス ピュア）2023年1月27日発売、ISBN 978-4866695471
- ワケあり男装令嬢、ライバルから求婚される 「あなたとの結婚なんてお断りです！」<改題前：引きこもりな弟の代わりに男装して魔法学校へ行ったけれど、犬猿の仲かつライバルである公爵家嫡男の婚約者に選ばれてしまった……！>（イラスト：駒田ハチ、メディアワークス文庫）全2巻
  1. 上 2023年2月25日発売、ISBN 978-4049148893
  2. 下 2023年3月23日発売、ISBN 978-4-04-914890-9
- 死の運命を回避するために、未来の大公様、私と結婚してください！（イラスト：冨月一乃、NiμNOVELS）

1. 上 2023年11月17日発売、ISBN 978-4-7730-6432-2
2. 下 2023年11月17日発売、ISBN 978-4-7730-6433-9

- バッドエンド回避のため、愛する前世の夫から逃げ回っています<改題前：大好きだった前世の夫を発見したけれど、私といたら不幸になるので徹底的に避ける……つもりが、捕まってしまいました！>（絵：みずきたつ、フェアリーキスピュア）2024年1月29日発売、ISBN 978-4-86669-640-9
- クズ勇者が優秀な回復師を追放したので、私達のパーティはもう終わりです（絵：GreeN、ダッシュエックス文庫）2024年3月25日発売、ISBN 978-4-08-631542-5
- 泥船貴族のご令嬢〜幼い弟を息子と偽装し、隣国でしぶとく生き残る！〜（絵：天城望、MFブックス）既刊2巻
  1. 2024年3月25日発売、ISBN 978-4-04-683480-5
  2. 2024年6月25日発売、ISBN 978-4-86657-387-8
- 家を追放された魔法薬師は、薬獣や妖精に囲まれて秘密の薬草園で第二の人生を謳歌する<改題前：再婚したいと乞われましても困ります。どうか愛する人とお幸せに！>（挿絵：天領寺セナ、カドカワBOOKS）既刊2巻
  1. 2024年7月10日発売、ISBN 978-4040755311
  2. 2025年1月10日発売、ISBN 978-4040757612

### 書籍書き下ろし作品

#### フルーツパーラー『宝石果店』の憂鬱
- フルーツパーラー『宝石果店』の憂鬱（表紙絵：fouatons、新紀元社ポルタ文庫）2020年2月15日発売、ISBN 978-4-7753-1805-8

コミカライズ
- フルーツパーラー『宝石果店』の憂鬱（作画：そーえんごとう）めちゃコミック、2021年、電子書籍のみ全8話

#### 浅草ばけもの甘味祓い
- 浅草ばけもの甘味祓い（表紙絵：漣ミサ、小学館文庫キャラブン!）

1. 〜兼業陰陽師だけれど、上司が最強の妖怪だった〜 2019年10月4日発売、ISBN 978-4-09-406693-7
2. 〜兼業陰陽師だけれど、お隣に“鬼上司”が住んでます〜 2020年6月5日発売　ISBN 978-4-09-406775-0
3. 〜兼業陰陽師だけれど、鬼上司が本当の鬼になっちゃいました!〜 2020年12月8日発売、ISBN 978-4-09-406858-0
4. 〜兼業陰陽師だけれど、鬼上司が記憶喪失に!?〜 2021年5月7日発売、ISBN 978-4-09-407018-7
5. 〜兼業陰陽師だけれど、鬼上司と駆け落ちしました!?〜 2021年8月6日発売、ISBN 978-4-09-407056-9
6. 〜兼業陰陽師だけれど、鬼上司と同棲します！？〜 2022年1月7日発売、ISBN 978-4-09-407104-7
7. ～兼業陰陽師だけれど、鬼上司と豆まきをします～ 2022年9月6日発売、ISBN 978-4-09-407178-8
8. 〜兼業陰陽師だけれど、鬼上司と結婚します!〜 2023年6月6日発売、ISBN 978-4-09-407258-7

コミカライズ
- 浅草ばけもの甘味祓い（漫画：漣ミサ）ベツフラ、電子書籍のみ合冊版全3巻

#### あやかし華族の妖狐令嬢、陰陽師と政略結婚する
- あやかし華族の妖狐令嬢、陰陽師と政略結婚する（挿絵：桜花舞、集英社オレンジ文庫）

1. 2022年5月20日発売、ISBN 978-4-08-680449-3
2. 2022年10月20日発売、ISBN 978-4-08-680471-4
3. 2023年5月18日発売、ISBN 978-4-08-680501-8

コミカライズ
- あやかし華族の妖狐令嬢、陰陽師と政略結婚する（漫画：芳川カズ）ゼロサムオンライン、2023年 - 連載中

#### メディア展開されていない作品（書き下ろし）
- もふもふシリーズ（挿絵：カスカベアキラ、集英社コバルト文庫）全2巻
  1. 薬草令嬢ともふもふの旦那様 2018年4月27日発売、ISBN 978-4-08-608070-5
  2. 魔法令嬢ともふもふの美少年 2018年11月30日発売、ISBN 978-4-08-608084-2
- 長崎新地中華街の薬屋カフェ（表紙絵：加々見絵里、小学館文庫キャラブン!）
  1. 2018年7月6日発売、ISBN 978-4-09-406529-9
  2. 中秋の月に照らされて 2019年2月6日発売、ISBN 978-4-09-406608-1
- 皇太子妃のお務め奮闘記（挿絵：rera、アルファポリス レジーナブックス）2019年1月31日発売、ISBN 978-4-434-25587-8
- 妖狐甘味宮廷伝（表紙絵：仁村水紀、二見サラ文庫）2019年3月11日発売、ISBN 978-4-576-19035-8
- 浅草ちょこれいと堂 〜雅な茶人とショコラティエール〜（表紙絵：細居美恵子、マイナビ出版ファン文庫）2019年6月20日発売、ISBN 978-4-8399-6830-4

- 異世界パン屋さん 騎士様に魔法のパンを食べさせるお仕事です!? （挿絵：山下ナナオ、Jパブリッシング フェアリーキス・ピュア）2019年10月28日発売、ISBN 978-4-86669-241-8
- 皇妃エリザベートのしくじり人生やりなおし（表紙絵：宵マチ、二見サラ文庫）2020年1月14日発売、ISBN 978-4-576-20000-2
- 美しき女装王子の男装騎士への密やかな誘惑（表紙絵：夢咲ミル、夢中文庫セレナイト）2020年11月10日、電子書籍のみ
- 七十二候ノ国の後宮薬膳医 見習い陶仙女ですが、もふもふ達とお妃様の問題を解決します（表紙絵：きのこ姫、ポプラ文庫ピュアフル）2021年2月5日発売、ISBN 978-4-591-16905-6
- 七十二候ノ国の後宮男装妃 女装皇太子ともふもふ達と力を合わせて後宮の事件を解決します（表紙絵：きのこ姫、ポプラ文庫ピュアフル）2022年2月3日発売、ISBN 978-4-591-17254-4
- 豆腐料理のおいしい、豆だぬきのお宿（挿絵：Meij、マイナビ出版ファン文庫）2021年4月21日発売、ISBN 978-4-8399-7407-7
- 竜大公の専属侍女はご遠慮したい！ ～転生先のお給仕相手は前世の元婚約者でした～（挿絵：昌未、アリアンローズ）

1. 2022年02月12日発売、ISBN 978-4-86657-513-1
2. 2022年09月12日発売、ISBN 978-4-86657-579-7

- 訳アリ男装王太子は追放を望む（挿絵：風花いと、アリアンローズ）2023年10月12日発売、ISBN 978-4-86657-710-4